# Dominique Senequier
Dominique Senequier (née le 21 août 1953 à Toulon) est une femme d'affaires française. Elle est présidente d'Ardian (anciennement Axa Private Equity), une société de capital investissement qu'elle a contribué à créer en 1996 au sein du groupe Axa.
Elle est membre de l'Institut.

## Jeunesse et études
Dominique Senequier est une Toulonnaise élevée dans le quartier populaire du Pont-du-Las. Elle fait ses classes préparatoires scientifiques au lycée Thiers de Marseille. Elle se destinait dans un premier temps à devenir professeur de mathématiques.
En 1972, elle a fait partie des sept femmes qui intègrent la première promotion mixte de l'École polytechnique,.

## Carrière

### Gan
Elle rejoint le groupe d'assurances Gan en 1980, où elle travaille jusqu'en 1996, dans les domaines de la réassurance, du développement international et du capital-investissement.

### Axa - Ardian
En 1996, elle est débauchée du Gan par Claude Bébéar, président du groupe Axa. Elle le rejoint et crée AXA Private Equity, qui devient la plus grande société de capital-investissement en Europe avec 50 milliards de dollars d'actifs sous gestion. 
Dominique Senequier, en 2010, est à la tête d'une équipe de plus de 232 employés gérant plus de 50 fonds à travers le monde,.   
En 2013, elle annonce la prise d'indépendance d'Axa Private Equity qui devient Ardian, officialisant ainsi la séparation d'avec le groupe Axa. 
En 2025, elle annonce céder ses responsabilités au sein d'Ardian, mais garde la main sur la stratégie. 

### Autres activités et mandats
Le 27 août 2007, Dominique Senequier est nommée par décret du président de la République Nicolas Sarkozy membre de la commission présidée par Jacques Attali, la Commission pour la libération de la croissance française. 
Elle est une ancienne membre du conseil de surveillance de Hewlett-Packard, poste qu’elle a quitté en mars 2012, et une ancienne membre non-exécutive du conseil d'administration du groupe italien Compagnie Industriali Riunite. 
Dominique Senequier est nommée en 2013, vice-présidente du conseil de surveillance de l'entreprise Hermès.
Elle est membre du conseil d'administration du groupe Bourbon de 1994 à 2000 et de 2003 à 2009.
Dominique Senequier participe régulièrement aux universités d'été du MEDEF. En 2009, elle s'exprime sur le sujet de la bulle financière du CO2, en 2010 au sujet de la Chine.
Elle est élue le 16 janvier 2023 membre de l'Académie des sciences morales et politiques.

## Opinions et prises de position
Elle est pro-européenne et s'affiche aux côtés de Laurence Parisot ou Daniel Cohn-Bendit en février 2014 dans un appel de personnalités dans le média L'Opinion.

## Reconaissance et distinctions
Elle figure régulièrement parmi les femmes les plus influentes au monde selon Forbes.
- Officière de la Légion d'honneur (promotion de juillet 2021[22]) (chevalière en 2012[23])

- Classée n°50 dans le top 100 des femmes les plus influentes au monde par Forbes en 2009, elle est classée 87e en 2021[24].

- En octobre 2014, elle figure à la douzième place du classement du magazine Fortune sur les femmes les plus puissantes (no 16 en 2013)[25],[26].

- Le 29 janvier 2024, elle est reçue à l'Académie des sciences morales et  politiques[27].

## Vie privée
Elle est divorcée et remariée.